# Janko Prunk
Janko Prunk ( audio) (Loka, 1942. december 30. –) szlovén történész és politikus.

## Élete
Zidani Most mellett született, Laško körzetében. 1966-ban a ljubljanai egyetem történelem szakán diplomázott történelemből, 1972-ben magisztrátust, majd 1976-ban doktorátus szerzett, a szlovén keresztény szocialista felszabadítási front történetét feldolgozó témában.

Később továbbképesítésre ment Lipcsébe, utána a Párizsba, szociális tanulmányokból. 1984-től 1988-ig Alexander von Humboldt professzorral vendégprofesszorokként Kölnben és Freiburgban tanítottak. Prunk tagja a mainzi európai történelemmel foglalkozó intézetnek, s közreműködik Bonnban az Integrált Taunlmányok Központjában, állandó professzora a ljubljanai egyetem társadalom tudományi karának.
Munkájának területe a 19. század végi újkori történelem 1941-ig, ezen belül a szlovén keresztény szocializmus és a fontosabb nemzeti kérdések. Dimitrij Rupel szlovén külügyminiszter 2005-ben kinevezte a szlovén-horvát történelmi bizottság elnökévé.

Janez Drnovšek kormányában miniszteri tisztséget töltött be és 2008-ig a Szlovén Demokrata Párt (SDS) tagja volt.
Nős, felesége Mojca Prunk, egy fiuk van, Jan.[forrás?]

## Külső hivatkozások
- Hivatalos oldal